# Collingtree
Collingtree – wieś w Anglii, w hrabstwie Northamptonshire, w dystrykcie (unitary authority) West Northamptonshire. Leży 4 km na południe od miasta Northampton i 95 km na północny zachód od Londynu. W 2001 miejscowość liczyła 1655 mieszkańców.